# 抽象藝術
抽象藝術一般被理解為一種不描述自然世界的藝術，反而透過形狀和顏色以主觀方式來表達。20世紀初期，抽象藝術主要是指表達自然世界的藝術，譬如立體主義和未來派藝術。雖然奪取某事它不變的內在質量而不是由仿效它的外在表現。
抽象派被定義為沒有比喻現實參考的藝術。更廣闊的定義是以簡化但又可以保留原始自然的方式來描述真實題材。祖安·米羅的抽象畫是這個更寬的定義一個好例子。
抽象藝術，特別是由抽象繪畫是現代藝術中一個非常突出的現象，他完全打破了藝術原來強調主題寫實再現的局限，把藝術基本要素，進行抽象的組合，創造出抽象的形式，因而突破了藝術必須具有可以辨認形象的籓籬，開創了藝術新的發展天地。

## 歷史
抽象藝術不是20世紀才出现的。猶太教和伊斯蘭教未允許對人的描繪，但結果開發了高標準的裝飾藝術。書法也是非比喻的藝術形式。在攝影未普及的時候，有些藝術家譬如詹姆斯·麥克尼·惠斯勒已經很重視視覺多於對物件的描繪。惠斯勒堅信藝術要跟顏色和諧協調，正如音樂要跟聲音和諧協調。惠斯勒的畫“黑與金的小夜曲－下跌的火箭”(1874)標誌著邁向抽象藝術的重要一步。最新藝術家譬如康定斯基爭辯說現代科學應付了動態力量，顯露事情藏在字內的最後精神。藝術應該在視覺世界之後顯示精神力量。1911年，康定斯基、馬列維奇、宮察洛娃、拉里歐諾夫的作品被認為是第一批完全的抽象畫。
構成主義(1915)是把立體雕塑和建築抽象化的行動。構成主義者相信藝術家的工作是革命活動，使用機器生產和圖表和攝影通信方式表達人民的志向。一些美國抽象表現主義是純淨地抽象的和包括: 巴尼特·紐曼，馬克·羅斯科和羅伯特·馬瑟韋爾。歐普藝術(1962)及簡約主義(1965)成了現代的成語。抽象藝術家的作品看似單獨個體而不是運動的一部分。Sean・Scully、約翰・McLaughlin、Callum Innes、羅伯特·純然和Yuko Shiraishi是當代的抽象畫家。